# カタック
カタック（オリヤー語：କଟକ、ヒンディー語：कटक）は、インドのオリッサ州、カタック県の都市である。オリッサ州で2番目の規模を誇り、同州の商業の中心地である。カタクとも呼ばれる。

## 歴史
15世紀から16世紀にかけて、オリッサを支配したガジャパティ朝の首都であった。
1803年、デーオガーオン条約により、ナーグプルのボーンスレー家からイギリスへと支配が移った。
1948年、オリッサ州の州都はカタックからブバネーシュワルと移った。

## 地理
カタックは、マハーナディー川沿いでその支流のカタジョディー川との合流地点の舌状の土地を形成している場所にある。